# Leonardo Araújo
Leonardo (født 5. september 1969) er en tidligere brasiliansk fodboldspiller og nuværende træner, der i sin aktive karriere nåede at spille for flere af verdens største klubber, samt at være med på det vindende hold ved VM i 1994 og sølvmedaljevinder i 1998.
Han har siden 2010 været træner for Inter i den italienske Serie A. Inden da havde han også stået i spidsen for Inters lokalrivaler AC Milan, som han også spillede for som aktiv.

## Trofæer

### Nationale trofæer
- Brasilianske 1. division | 2 gange

Flamengo:1987
São Paulo FC: 1991
- J. League | 1 gang

Kashima Antlers: 1996
- Serie A | 1 gang

Milan: 1998-1999
- Copa do Brasil | 1 gang

São Paolo FC: 1990
- São Paolos Statsmesterskab | 1 gang

São Paolo FC: 1991
- Coppa Italia | 1 gang

Milan: 2002-2003

### Internationale trofæer
- Recopa Sudamerica | 2 gange

São Paolo FC: 1993, 1994
- Supercopa Sudamerica | 1 gang

São Paolo FC: 1993
- Intercontinental Cup | 1 gange

São Paolo FC: 1993